# Scolitantides
Scolitantides és un gènere de lepidòpters papilionoïdeus de la família dels licènids (Lycaenidae), subfamília Polyommatinae. Es tracta d'un gènere monotípic que només conté una espècie, Scolitantides orion (Pallas, 1771). És present al Paleàrtic, des de la península Ibèrica fins al Japó.